# Les Anges marqués
Pour plus de détails, voir Fiche technique et Distribution.
Les Anges marqués (titre original : The Search) est un film helvéto-américain réalisé par Fred Zinnemann, sorti en 1948.

## Synopsis
En 1946, dans l'Allemagne vaincue et détruite, Ralph Stevenson, un soldat américain, recueille un garçon tchèque de 9 ans, Karel Malik, que la guerre a rendu méfiant et qui vient de s'enfuir d'un centre de regroupement des enfants perdus où il n'avait pas voulu révéler son identité. Ralph finit par gagner la confiance de Karel et lui apprend l'anglais. Une grande amitié naît entre le soldat et son jeune protégé qu'il baptise Jim. Le soldat doit retourner en Amérique et voudrait adopter l'enfant. Parallèlement, la mère de Karel, séparée de lui alors qu'ils étaient déportés à Auschwitz, continue de le rechercher alors que le centre duquel Karel s'était échappé le croit noyé lors de sa fuite.

## Fiche technique
- Titre : Les Anges marqués
- Titre original : The Search
- Réalisation : Fred Zinnemann
- Scénario : Paul Jarrico, Richard Schweizer et David Wechsler
- Production : Lazar Wechsler
- Musique : Robert Blum
- Photographie : Emil Berna
- Montage : Hermann Haller
- Pays d’origine :  États-Unis,  Suisse
- Langue originale : anglais, français, allemand…
- Format : noir et blanc – 35 mm – 1,37:1 – mono
- Genre : guerre, drame
- Durée : 105 minutes
- Dates de sortie : 
  - États-Unis : 26 mars 1948
  - France : 7 octobre 1949
- Affiche : Boris Grinsson (France)

## Distribution
- Montgomery Clift : Ralph « Steve » Stevenson
- Ivan Jandl (en) : Karel « Jimmy » Malik
- Jarmila Novotna : Mrs. Hannah Malik
- Aline MacMahon : Mrs. Murray
- Wendell Corey : Jerry Fisher
- Mary Patton : Mme Fisher
- William Rogers : Tom Fisher
- Ewart G. Morrison : M. Crookes
- Fred Zinnemann (non crédité) : l'interprète

## Production
Le livre de  photographies d'orphelins de guerre de Thérèse Bonney Europe's Children, publié en 1943, aurait été la source d’inspiration pour ce film.

Des dissenssions entre les scénaristes et Montgomery Clift éclatèrent. Des dialogues furent réécrits.

Le film fut l'un des premiers films américains tourné en Europe après le Seconde Guerre mondiale.

Lieux de tournage : 

- en Zone d'occupation américaine en Allemagne : Frankfort, Munich, Wûrzburg, Ingolstadt (la gare)
- aux Studios Bellerive à Zürich, Suisse

## Récompenses et distinctions
- Festival de Venise en 1948, une mention du jury de l'Office catholique international du cinéma (OCIC) qui explique que ce film, "Par son inspiration et sa qualité, il contribue au progrès spirituel et au développement des valeurs humaines". Le critique de l'OCIC Johanes écrivait en 1949 que ce film a excellé par son pouvoir émotionnel[3].
- Oscar du meilleur scénario adapté en 1949.
- Oscar "Prix de la jeunesse" (Special Juvenile Academy Award) pour Ivan Jandl en 1949 [4]
- Trois Golden Globes dont un prix d'interprétation pour le jeune Ivan Jandl.

## Remake
Michel Hazanavicius réalise un remake, The Search, sorti en 2014.